# Robert Arzumanyan
Pour les articles homonymes, voir Arzumanyan.
Robert Arzumanyan, né le 24 juillet 1985 à Erevan (alors ville soviétique), est un footballeur professionnel arménien. Il occupe le poste de défenseur reconverti entraîneur.

## Biographie
Le 28 janvier 2011, Robert Arzumanyan rejoint le club polonais du Jagiellonia Białystok, alors en tête de son championnat, et y signe un contrat de trois ans et demi. Tout d'abord placé sur le banc de touche, Arzumanyan joue son premier match le 3 avril contre le Wisła Cracovie. Défait, il voit le club cracovien prendre beaucoup d'avance sur son équipe, qui n'arrivera jamais à le rattraper. L'Arménien gagne lui une place de titulaire au sein du onze polonais et pousse Tadas Kijanskas sur le banc.

## Palmarès
- Champion d'Arménie : 2003, 2004, 2005, 2006, 2007.
- Vainqueur de la Coupe d'Arménie : 2004.
- Vainqueur de la Supercoupe d'Arménie : 2005, 2007.
- Finaliste de la Coupe d'Arménie : 2006.